# مروحية هجومية

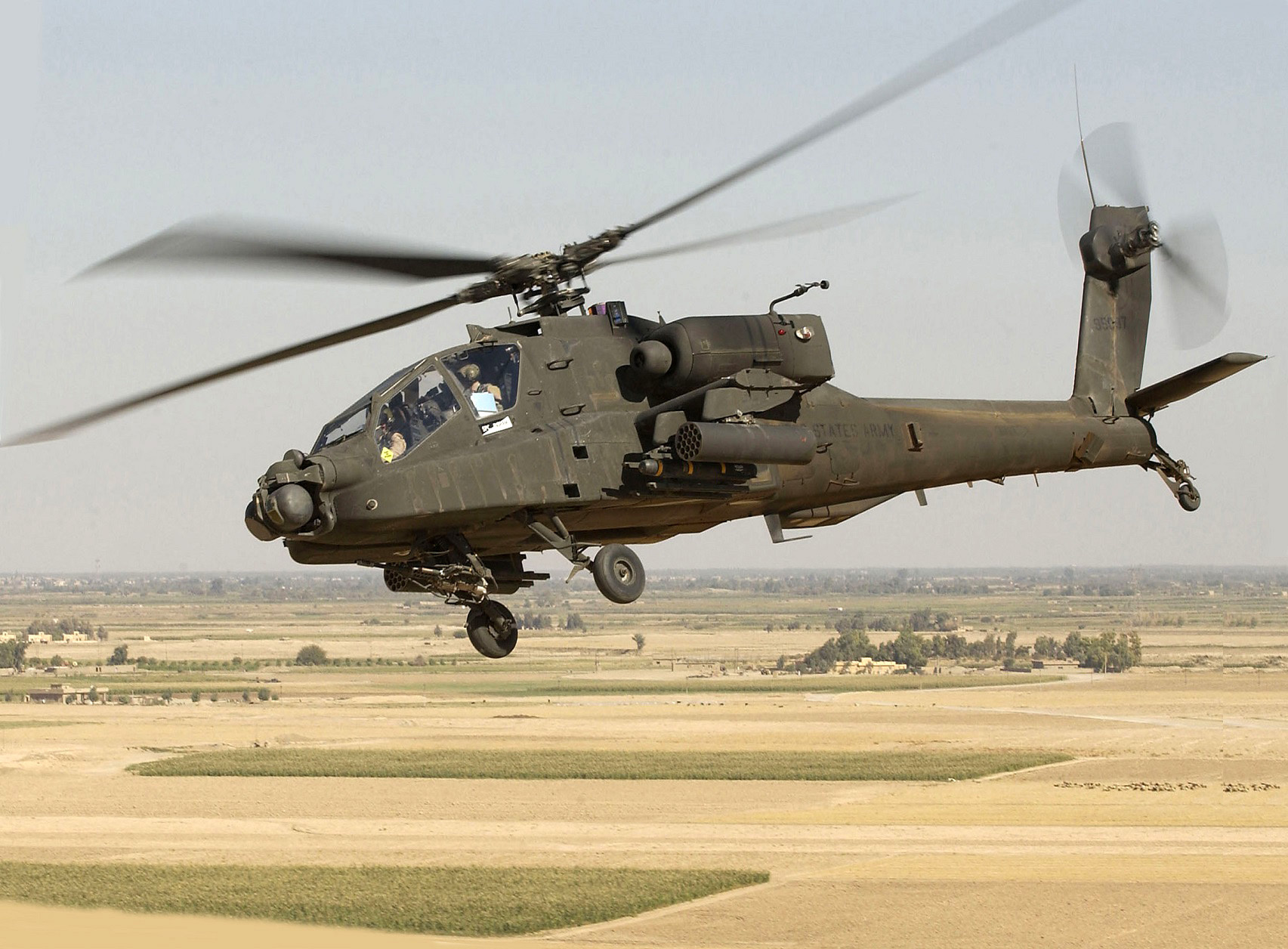
المروحية الأمريكية أباتشي

المروحية الهجومية هي مروحية عسكرية صممت لمهاجمة الأهداف الأرضية للعدو كالمشاة والسيارات المدرعة والدبابات. تتضمن الأسلحة المستخدمة بهذه المروحيات الصواريخ الموجهة مثل هيلفاير أو المدافع الآلية، العديد من المروحيات الهجومية يمكنها حمل صواريخ جو - جو ولكنها غالبا ما تكون لأغراض دفاعية فقط.
تستخدم المروحية الهجومية لدوران رئيسيان هما: تزويد القوات الأرضية بالدعم الجوي القريب والمباشر - وكصائدة للدبابات لتدمير القوة المدرعة للعدو. ومن هذه الطائرات المروحية الأمريكية أباتشي والأوروبية تايجر.

## خلفية تاريخية
في أوائل الخمسينات، بدأت بلدان مختلفة بالاستخدام المتزايد للمروحيات في عملياتها في أدوار النقل والاتصال.
وفي وقت لاحق، أدرك المختصون أن هذه المروحيات، يمكن أن تكون مسلحة لتزويدها بقدرات قتالية محدودة. وتشمل الأمثلة المبكرة للمروحيات المسلحة، المروحية سيكورسكي إتش-34 في خدمة سلاح الجو الأمريكي، وكذلك ميل مي-4 المسلحة في خدمة القوات الجوية السوفيتية.
وفي الأشهر الأولى من الحرب الكورية، في أغسطس 1950، استخدم سلاح مشاة البحرية الأمريكية والبحرية المشتركة المروحية بيل إتش تي إل-4 لاختبارها فيما إذا كان يمكن إطلاق بازوكا من مروحية أثناء الطيران. وقد تم الاختبار بنجاح، ولكن تم التوصل أيضاً إلى أن الأمر يتطلب تدريع لحجرة المحرك.
وقد شكلت الحرب الكورية واحتلال فرنسا للجزائر وغزو أمريكا لفيتنام اسبابا مباشرة لتطور الطائرة العمودية وتطور اعمالها حيث كانت المرة الأولى التي حملت الطائرة العمودية فيها السلاح على ارض الجزائر لمهاجمة المجاهدين الجزائريين ولكنها مع هذا لم تكن بمنأى عن اسلحتهم الخفيفة اثناء الهبوط الاقتحامي فقد كانت بمثابة الفريسة السهلة لوسائط الدفاع المتنقلة مما جعل الفرنسيين يبدون اهتماما بتسليحها بالرشاشات الخفيفة والثقيلة لجعلها قادرة على تطهير منطقة الهبوط وكذلك كان ضعفها مدعاة إلى تصفيحها والتفكير في تصغير حجمها كما ظهر في الستينات من هذا القرن على الطائرة العمودية الأمريكية إيه إتش-1 كوبرا التي صممت لاغراض قتالية.
واستمر هذا الاتجاه «التجريبي» نحو تطوير مروحيات هجومية في الستينات.
و من زمن نشر المروحيتين المسلحتين بيل يو إتش-1 إركويس وميل مي-8 خلال حرب فيتنام وحتى يومنا هذا، يعد هذا الزوج هو أكثر تصميمات المروحيات المنتجة في تاريخ الطيران. وقد أثبتت هاتان المروحيتان نجاحا معتبراً، ولكن نظرا للقصور في دروع الحماية والسرعة، كانتا في نهاية المطاف غير فعاليتين كمنصات لتركيب الأسلحة في بيئات قتالية أرضية عالية التهديد.
ومنذ الستينات، بدأت بلدان مختلفة في جميع أنحاء العالم بتصميم وتطوير أنواع مختلفة من المروحيات بهدف توفير مركبة جوية مدججة بالسلاح ومحمية يمكنها القيام بأدوار قتالية متنوعة، من الاستطلاع إلى مهام الهجوم الجوي.
وبحلول التسعينيات، تطورت المروحية الهجومية المسلحة بالصواريخ إلى سلاح أساسي مضاد للدبابات. وأصبحت قادرة على التحرك بسرعة حول ساحة المعركة والقيام بالعمليات الهجومية، وأصبحت المروحيات تمثل تهديدا كبيرا حتى مع وجود الدفاعات الجوية. علاوة على اعتبار المروحية الهجومية أداة رئيسية مضادة للدبابات.

## بعض المروحيات الهجومية

### مروحيات هجومية خفيفة

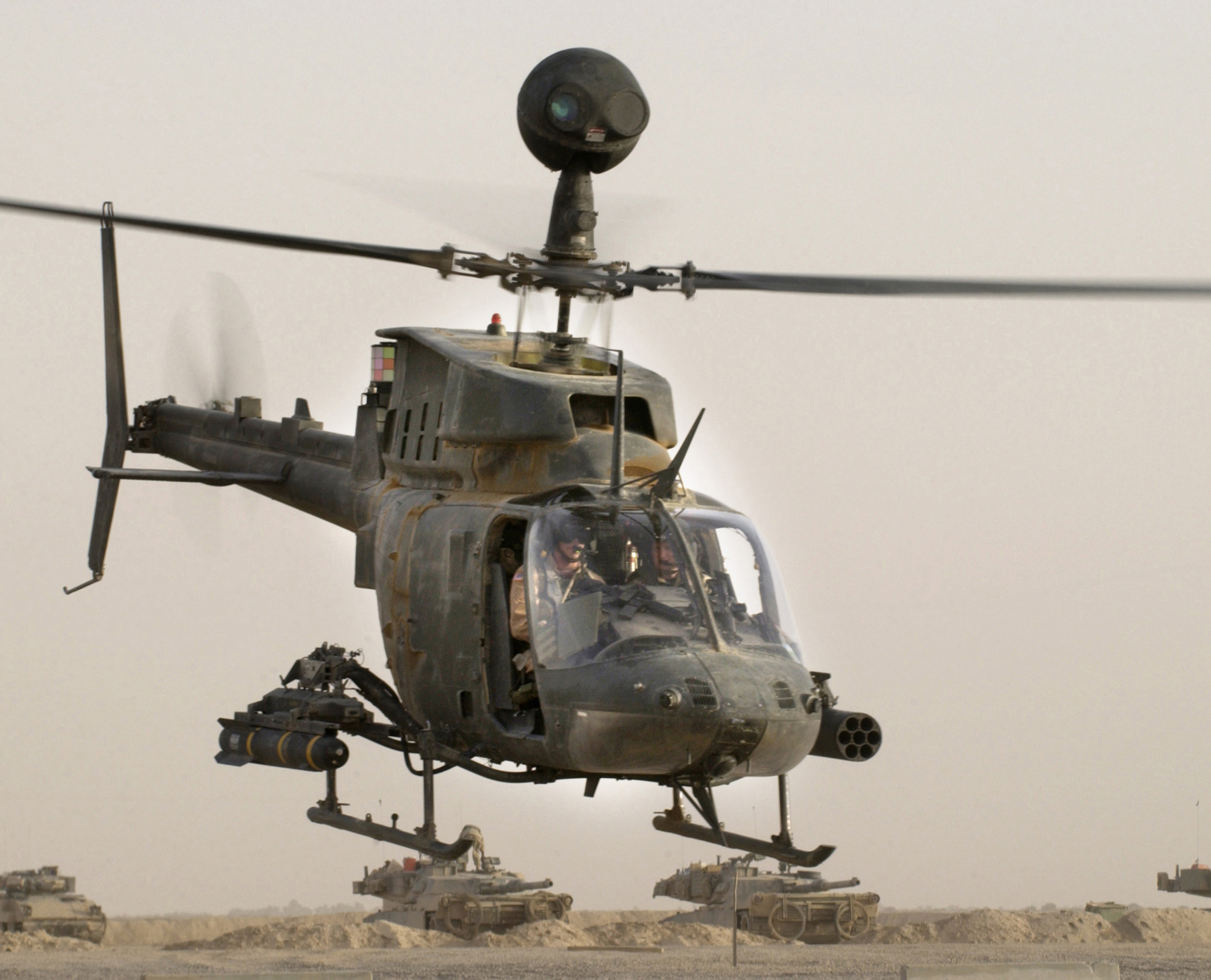
مروحية أو إتش-58 كيوا

- المروحية بوينغ إيه إتش-6
- المروحية أو إتش-58 كيوا
- المروحية الفرنسية جازيل

### مروحيات هجومية متوسطة
- المروحية الإيطالية A129

### مروحيات هجومية ثقيلة
- المروحية الروسية كاموف كا-52
- المروحية الروسية ميل مي-28

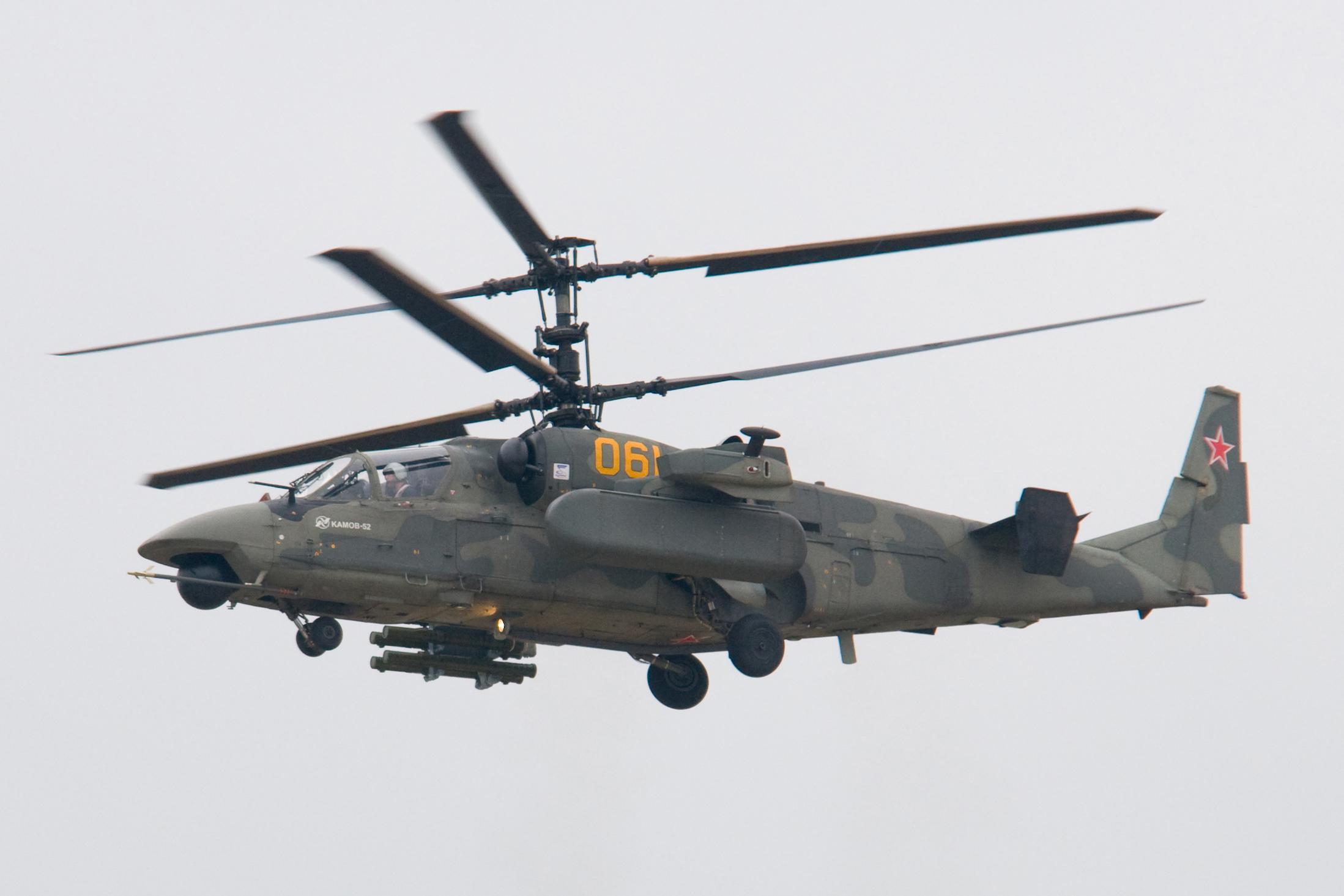
كاموف كا-52

- المروحية الأمريكية إيه إتش-64 أباتشي